# 埃斯泰伊
埃斯泰伊（法語：Esteil，法語發音：[ɛstɛj]）是法国多姆山省的一个市镇，属于伊苏瓦尔区。

## 地理
埃斯泰伊（45°27'10"N, 3°21'59"E）面积4.55 平方千米，位于法国奥弗涅-罗讷-阿尔卑斯大区多姆山省，该省份为法国中南部省份，北起阿列省接壤，东临卢瓦尔省，南至上盧瓦爾省和康塔爾省，西接科雷兹省和克勒兹省。
与埃斯泰伊接壤的市镇（或旧市镇、城区）包括：欧扎拉孔贝勒、拉沙佩勒叙于松、瑞莫、拉蒙日、圣让圣热尔韦。

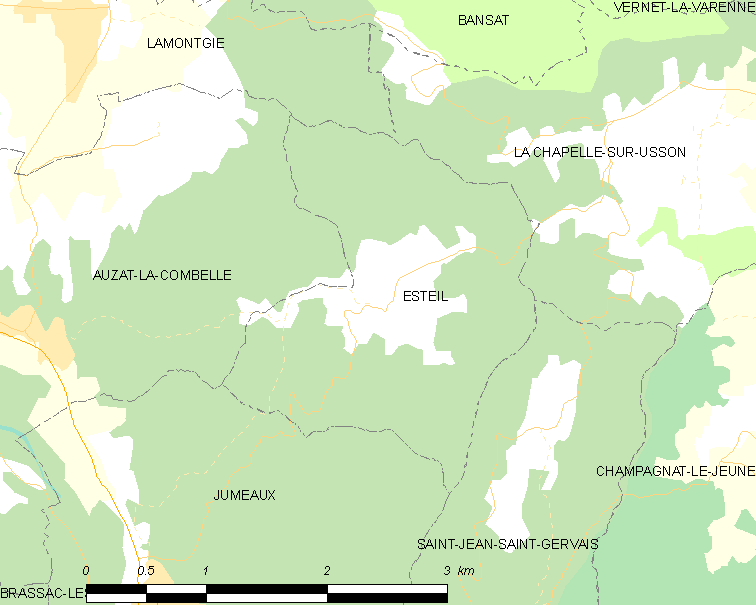
埃斯泰伊的OSM定位图

埃斯泰伊的时区为UTC+01:00、UTC+02:00（夏令时）。

## 行政
埃斯泰伊的邮政编码为63570，INSEE市镇编码为63156。

## 政治
埃斯泰伊所属的省级选区为布拉萨克莱米讷县。

## 人口

1962-2008年间埃斯泰伊人口变化图示

埃斯泰伊于2022年1月1日时的人口数量为55人。